# 分極磁場印加法
分極磁場印加法（ぶんきょくじばいんかほう 英語: Pre-Polarization）とは低磁場の核磁気共鳴分光や核磁気共鳴画像においてFID信号の測定前に強力な磁場を印加することにより、磁化を増大させて取得される核磁気共鳴信号強度を高める手法。

## 概要
低磁場中で核磁気共鳴信号を測定しようとすれば印加される静磁場の強度が低く信号強度が弱くなるので、プロトン磁力計のように地磁気に対して約1000倍の分極磁場をFID信号の検出前に数秒間印加してプロトンの核スピン軸を一方向に揃える。この時に印加される分極磁場は均一である必要はない。分極磁場の印加後、プロトンは外部磁場方向を回転軸とする歳差運動を始め、外部磁場の向きにスピンが揃うまでの間に外部磁場の強度に比例した周波数(ラーモア周波数)の電磁波を放射する(自由誘導減衰:FID)。この時の外部磁場は分極用の磁場と比較して低強度ではあるものの、1 ppm 以下の高い均一性を要求される。
磁場の印加にはコイルに電流を流す方法とハルバッハ配列の永久磁石の配列を制御したり永久磁石を試料に一時的に近づける方法がある。
事前分極済みの核スピンを検知する場合、FID信号の強度は分極磁場とは独立となり、地磁気程度の極めて弱い磁場下でのFID信号の検知が可能となる。FID信号の周波数は外部磁場強度に比例するため、数十μTの超低磁場NMR/MRIのFID信号はkHzオーダーの低周波数となり、誘導コイルでは十分な感度が得られないのでFID信号の検出に使用される素子はこの周波数帯に高い感度をもつ超伝導量子干渉素子 (SQUID) や光ポンピング磁力計が使用される。
光ポンピング磁力計を使用する場合に同一磁場中に試料およびガラスセルを設置すると、アルカリ金属原子の電子スピン偏極の磁気回転比はMRIにおいて主に計測対象となるプロトンの約164倍であるため、共鳴周波数の不一致により計測感度が低下するのでフラックストランスフォーマ(flux transformer : FT)を用いた遠隔計測法が提案されている。
ロスアラモス国立研究所では野戦病院や開発途上国での使用を想定して開発が進められる。
核磁気共鳴信号の検出では2011年には 4.4 mT の分極磁場を印加後、0.047 mT の静磁場で4pTの核磁気共鳴信号の検出が報告された。
核磁気共鳴画像の撮像では2006年に400 mT の分極磁場を印加後、52 mT の静磁場で核磁気共鳴画像の撮像が報告され、2013年には 80 mT の分極磁場を印加後、4 mT の静磁場で核磁気共鳴画像の撮像が報告された。
核磁気共鳴画像法に適用した場合、磁石のコストが大幅に低減できるものの、コンピュータ断層撮影と同様の方法で再構成する事は可能だが撮像時点でのスライス選択が不可能等の本質的な欠陥を内包する。既に10年以上に渡り、開発が進められているものの、本格的な実用化には至っていない。

## 用途
- プロトン磁力計
- 核磁気共鳴分光
- 核磁気共鳴画像